# Union Valdôtaine
L'Union Valdôtaine (UV; pron. fr. AFI: [ynjɔ̃ valdotɛn]) è un partito politico di ispirazione autonomista attivo in Valle d'Aosta. Noto semplicemente come mouvement (movimento), rappresenta gli interessi della regione e ne tutela la specificità linguistica. Non fa parte ufficialmente di coalizioni, ma in passato si è spesso alleata a livello locale con il centro-sinistra italiano. Il presidente del movimento è Joël Farcoz, eletto nel congresso svoltosi a Saint-Vincent nel 2024.

## Storia

### Prima della fondazione
L'UV si rifà ai principi contenuti nella Dichiarazione di Chivasso.

### Fondazione
È stata fondata il 13 settembre del 1945 da 16 persone:
- Flavien Arbaney, geometra;
- Aimé Berthet, insegnante;
- Louis Berton, dottore in legge;
- Robert Berton, insegnante;
- Amédée Berthod, pittore;
- Lino Binel, ingegnere;
- Joseph Bréan, canonico di Sant'Orso;
- Charles Bovard, canonico di Sant'Orso;
- Séverin Caveri, avvocato;
- Albert Deffeyes, insegnante;
- Paolo Alfonso Farinet, dottore in legge;
- Joseph Lamastra, veterinario;
- Félix Ollietti, notaio;
- Ernest Page, avvocato;
- Jean-Joconde Stévenin, canonico di Sant'Orso
- Maria Ida Viglino, insegnante.

La denominazione del movimento venne mutuata da quella dell'organo di stampa pubblicato a fine Ottocento dal sindaco di Aosta César Chabloz.
Il movimento si è posto per molto tempo come rappresentante principale degli interessi valdostani a suo dire non abbastanza tutelati dai decreti luogotenenziali del 7 settembre 1945.
Prima di cofondare il movimento, Maria Ida Viglino si dimise dal CLN valdostano di cui era membro designato dal Partito Socialista Italiano, proprio per protesta contro le limitazioni dei decreti luogotenenziali.

### Gli anni 2000

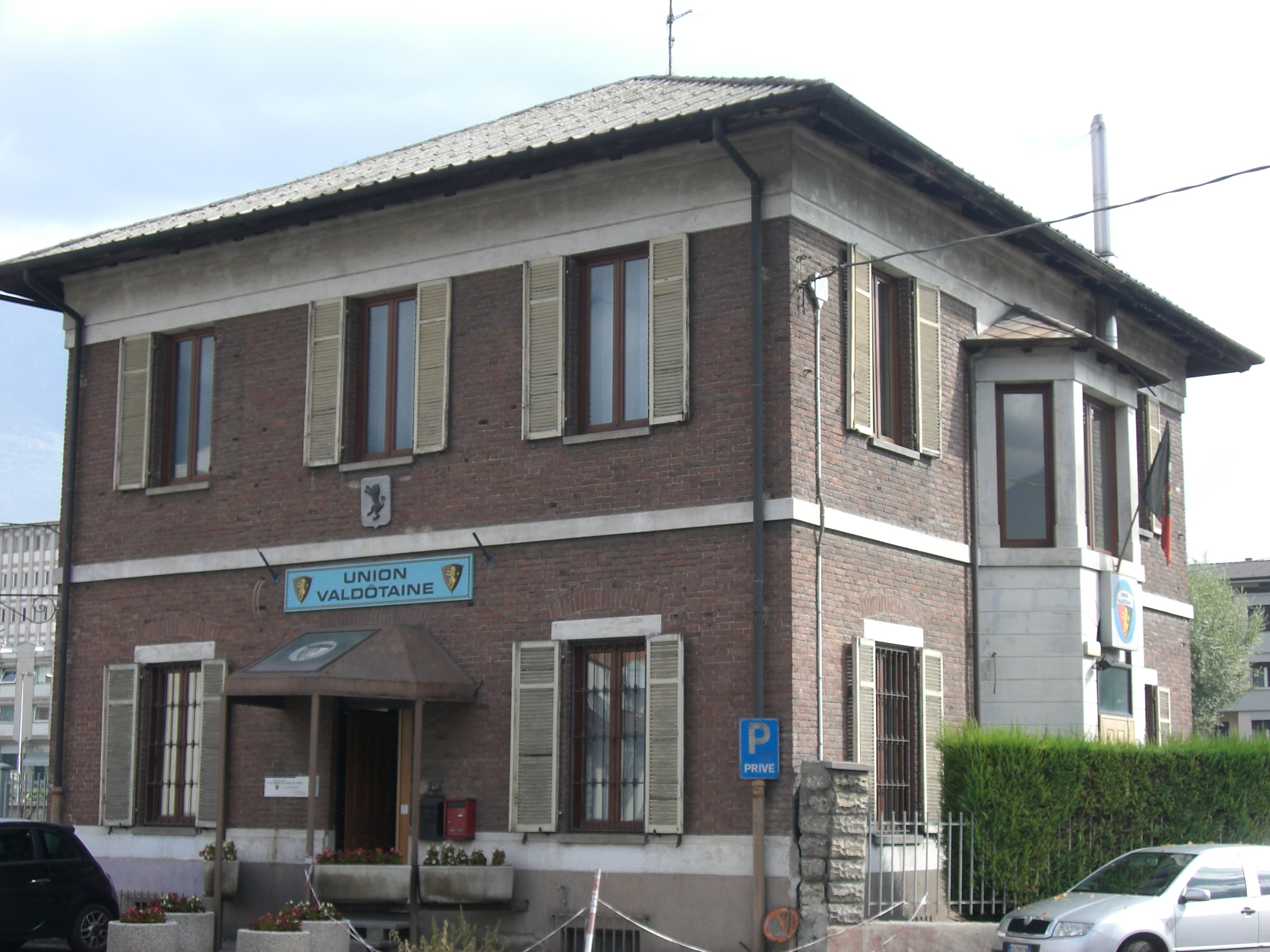
La sede dell'Union Valdôtaine ad Aosta

Alle elezioni politiche del 2001 elegge un senatore, Augusto Rollandin, mentre alla Camera viene eletto con l'appoggio dell'UV Ivo Collé, membro della Stella Alpina. Esprime, in questa fase, anche il presidente della Regione, Dino Viérin, rieletto nel 1998.
Nelle elezioni dell'8 giugno 2003, l'Union Valdôtaine raggiunge il risultato storico di diventare maggioranza assoluta nel Consiglio della Valle, ottenendo il 47,24% dei voti e 18 dei 35 seggi. Il candidato più votato è l'eurodeputato Luciano Caveri, con oltre 7313 preferenze. Alla presidenza della Regione va però Carlo Perrin, che ha raccolto 4139 voti, scelto come elemento "neutro" tra diverse fazioni (o anime) dell'UV. Il governo di Perrin, vissuto in bilico tra crisi e franchi tiratori, termina il 21 giugno 2005, dopo che l'intera Giunta rassegna le dimissioni. I nuovi equilibri interni portano alla nomina di Caveri, il 4 luglio 2005, e ad un progressivo allontanamento di Perrin che, dopo meno di un anno, lascia il movimento in cui aveva militato per oltre trent'anni.
Alle elezioni politiche del 2006 l'UV si allontana dal centrosinistra, dopo anni di coalizione con i Democratici di Sinistra, preferendo formare una lista unitaria, denominata "Vallée d'Aoste - Autonomie Progrès Fédéralisme" con i due movimenti Stella Alpina e Fédération Autonomiste, che si schiera indipendentemente dalle due principali coalizioni nazionali. Per questa decisione, più di cinquanta esponenti valdostani, tra cui l'ex presidente della regione Carlo Perrin, si allontanano dall'UV e creano il movimento Pour une Union Valdôtaine Libre, che sostiene l'Unione. La lista dell'UV raccoglie nella regione il 30% alla Camera e il 32% al Senato, risultati non sufficienti per ottenere parlamentari: ad aggiudicarsi il deputato e il senatore spettanti alla Regione è la lista di centrosinistra, schierata a sostegno di Romano Prodi, Autonomie Liberté Démocratie, che ottiene il 43% alla Camera e il 44% al Senato, eleggendo proprio Carlo Perrin al Senato e Roberto Nicco alla Camera.
Nel luglio 2006, una seconda frangia di unionisti, capitanati dall'ex assessore ai lavori pubblici Franco Vallet, unitamente al neoeletto senatore, l'ex presidente della Regione ed assessore all'agricoltura, Carlo Perrin, fondano un nuovo movimento, Renouveau Valdôtain, che si richiama agli ideali storici dell'Union Valdôtaine dei primi anni. Il movimento rappresenta un'altra frangia di ex unionisti dopo Vallée d'Aoste Vive, creato nel 2005 da un altro ex presidente della Regione, del Consiglio della Valle ed assessore all'istruzione, Roberto Louvin. Alle politiche 2008, l'UV si presenta nuovamente nella lista Vallée d'Aoste, appoggiata da Fédération Autonomiste e Stella Alpina, candidando due suoi iscritti, Antonio Fosson al Senato, assessore regionale alla Sanità nella legislatura 2003-2008, e Ego Perron alla Camera, attuale presidente del Consiglio della Valle. Fosson è stato eletto al Senato con il 41,39% dei suffragi. Perron è stato sconfitto dal deputato uscente Roberto Nicco, raccogliendo il 37,84% dei consensi, contro il 39,12% di Nicco.
Alle elezioni regionali in Valle d'Aosta del 2008 l'UV si in coalizione assieme alla Fedération Autonomiste e a Stella Alpina, ottenendo 17 seggi su 35 (4 invece vanno alla Stella Alpina e 3 alla Fedération Autonomiste). Per le elezioni europee del 2009 l'UV si è apparentata con Il Popolo della Libertà, dopo anni di apparentamenti con forze di centro-sinistra. Tale accordo avrebbe potuto rendere possibile l'elezione di un parlamentare europeo, ottenendo almeno 50.000 preferenze individuali, secondo la clausola della legge elettorale che permette di aggirare lo sbarramento del 4% alle forze politiche rappresentanti minoranze linguistiche riconosciute se collegate con un partito che abbia superato il 4%. Il candidato che sarebbe stato eletto, secondo l'accordo, avrebbe dovuto aderire al PPE. Tuttavia la soglia dei 50.000 voti non è stata superata e l'UV non ha ottenuto alcun seggio.

### La scissione del 2012
Verso la fine del 2012 un gruppo di esponenti dell'UV, non riuscendo più a concepire l'alleanza con Il Popolo della Libertà (confermata anche per le elezioni amministrative del 2010), decise di dare vita ad una nuova formazione politica, ritenendo che l'attuale partito avesse perso di vista i valori fondamentali sui quali si era sempre basato. Nascerà così l'Union Valdôtaine Progressiste, guidata da Laurent Viérin.
Dal 1º gennaio 2013 la nuova formazione politica formerà un gruppo autonomo nel Conseil de la Vallée: tale gruppo è composto attualmente da 3 consiglieri riducendo il numero dei consiglieri dell'UV a 14.

### Le elezioni regionali del 2013
Alle elezioni del 26 maggio 2013 Union Valdôtaine, Stella Alpina e Fédération Autonomiste si presentano nuovamente insieme, con la coalizione Vallée d'Aoste, a sostegno del candidato Augusto Rollandin e, pur subendo un calo di consensi, ottengono 34.517 suffragi, pari al 47,90% e risultano la coalizione più votata, confermandosi al governo della regione con 18 consiglieri su 35, di cui 13 dell'UV.
A seguito di questo risultato, il vicepresidente dell'UV, Ugo Voyat, ha sottolineato come «i valdostani hanno premiato il lavoro fatto in questi anni, la nostra è una vittoria, rispetto alle ultime politiche il risultato è migliorato. Ora apriremo un tavolo di confronto con tutti e vedremo se qualcuno della minoranza ha intenzione di collaborare, sappiamo che avremo a che fare con 15 arrabbiati (la coalizione di centro sinistra), ma il Movimento 5 stelle ha detto che valuterà i provvedimenti che saranno proposti».
L'8 luglio 2013 Augusto Rollandin viene rieletto Presidente della Regione Valle d'Aosta a guida di una giunta composta da UV e Stella Alpina. La giunta viene sfiduciata poco meno di un anno dopo. Il 10 giugno 2014 viene però eletta una nuova giunta sempre composta dai 18 consiglieri di UV e Stella Alpina.

### Elezioni comunali del 2015
In occasione delle elezioni comunali del 2015 l'Union Valdotaine si presenta alle elezioni comunali ad Aosta in coalizione con Stella Alpina, Partito Democratico e la lista civica Creare VdA, rompendo così l'alleanza con il Popolo delle Libertà stipulato cinque anni prima. Candidato sindaco è Fulvio Centoz, segretario regionale del PD, mentre candidato vicesindaco è Antonella Marcoz dell'Union Valdotaine. Non è ricandidato il sindaco uscente Bruno Giordano. La coalizione ottiene complessivamente 8.938 preferenze pari al 54,19% dei consensi e l'UV è il primo partito con il 24,19% delle preferenze e 8 consiglieri. A seguito della vittoria nel capoluogo valdostano, i 3 consiglieri del Partito Democratico entra in maggioranza anche in Regione: Raimondo Donzel viene eletto assessore alle attività produttive al posto di Pierluigi Marquis.

### Il ribaltone del marzo 2017
Nel giugno 2016 l'Union Valdotaine Progressiste - fuoriuscita dal partito nel dicembre 2012 - annuncia il proprio intento di voler tornare in maggioranza. La mossa politica, ribattezzata "Réunion", si concretizza il 7 giugno 2016 con l'elezione di Laurent Viérin ad assessore alla sanità (al posto dell'unionista Antonio Fosson) e di Andrea Rosset a Presidente del Consiglio Valle (al posto dello stelluto Marco Viérin). Nell'autunno dello stesso anno però l'UV va incontro ad una nuova scissione: i consiglieri Antonio Fosson e Claudio Restano lasciano il gruppo consigliare ed il partito fondando Pour Notre Vallée. All'inizio del 2017 però Pour Notre Vallée, Stella Alpina e Union Valdotaine Progressiste promuovono una mozione di sfiducia costruttiva assieme ad ALPE, al M5S e a MOUV' nei confronti di Augusto Rollandin. La mozione è votata e approvata il 10 marzo 2017: Pierluigi Marquis è il nuovo presidente della regione e l'UV si trova all'opposizione.

### Dal "Contro-ribaltone" alle elezioni politiche del 2018
Nell'ottobre del 2017, l'Union Valdotaine torna in maggioranza assieme ad Union Valdotaine Progressiste, EPAV e Partito Democratico. Il 13 ottobre 2017 è eletta la trentesima giunta regionale guidata dal progressista Laurent Viérin, l'UV è rappresentata in giunta da tre assessori Emily Rini all'istruzione e cultura, Ego Perron al bilancio, finanze, patrimonio e società partecipate e Aurelio Marguerettaz al turismo, sport, commercio e trasporti. Ego Perron un mese dopo deve però dimettersi a causa di una condanna in primo grado e qualche mese dopo viene sostituito dal collega di partito Renzo Testolin.
Il 10 gennaio 2018 Joël Farcoz è eletto nuovo Presidente del Consiglio regionale della Valle d'Aosta. In occasione delle elezioni politiche del 2018, UV stringe un'alleanza con le altre tre forze di governo che prende il nome di "Vallée d'Aoste - Tradition et Progrès" e candida al Senato della Repubblica il senatore uscente Albert Lanièce (in quota UV) e la consigliera comunale di Saint-Pierre Alessia Favre (in quota UVP) alla Camera dei deputati. Lanièce risulta eletto, mentre Alessia Favre perde la sfida con la candidata del M5S Elisa Tripodi. Subito dopo le elezioni, la coalizione si scioglie.

### Le elezioni regionali del 2018
Alle elezioni regionali del 2018 l'Union Valdotaine (accoglie però nella propria lista l'assessore uscente alle opere pubbliche Mauro Baccega in quota EPAV) si presenta da sola e ottiene un clamoroso calo di consensi. Pur rimanendo il primo partito, l'UV dimezza i propri consensi e riduce i consiglieri regionali da 13 a 7, tra questi risulta eletto anche l'assessore uscente Baccega in quota EPAV. Il 17 giugno 2018 la rieletta consigliera Emily Rini lascia il partito per aderire al gruppo misto ed appoggiare la nuova maggioranza che relega l'UV all'opposizione. Dopo 5 mesi di opposizione, l'UV torna in maggioranza appoggiando la mozione di sfiducia costruttiva che porta al governo della giunta Antonio Fosson. Renzo Testolin è eletto assessore alle finanze, attività produttive e artigianato, nonché vicepresidente della giunta, e Augusto Rollandin diventa vicepresidente del Consiglio Valle.

### Gli sviluppi del 2019
Il 2019 è un anno turbolento per l'UV: il 23 gennaio vengono arrestati e sospesi il consigliere regionale Marco Sorbara (sostituito da Giovanni Barocco) e il consigliere comunale di Aosta Nicola Prettico (sostituito da Elisabetta Tubère). Nel mese di luglio è sospeso dal Consiglio regionale anche Augusto Rollandin (sostituito dal medico Flavio Peinetti). Il consigliere Joël Farcoz è eletto vicepresidente del Consiglio Valle. A dicembre viene indagato e si dimette dal Consiglio regionale anche il capogruppo unionista Luca Bianchi (sostituito dal Presidente del movimento Erik Lavévaz). A seguito delle dimissioni del Presidente della Regione Antonio Fosson, l'unionista Renzo Testolin diventa Presidente della Regione a interim. Alla fine dell'anno il consigliere Giovanni Barocco lascia il movimento e il gruppo scende così a quattro componenti, dato che l'assessore Mauro Baccega è iscritto al gruppo consigliare, ma non al movimento.

## Organizzazione
Il movimento è organizzato sul territorio valdostano articolandosi in zone a loro volta suddivise in sezioni. Il territorio di ogni zona è quello di ogni comunità montana della Valle d'Aosta. Il territorio del comune di Aosta, che non fa parte di nessuna comunità montana, costituisce una zona a sé stante. Il territorio delle sezioni corrisponde grosso modo a quello dei comuni, tranne che ad Aosta, comune suddiviso in diverse sezioni.
Il sistema delle sezioni è utilizzato per formare le liste alle elezioni regionali, nelle quali ogni sezione ha assegnato un corrispondente numero di candidati da esprimere. A questi, si aggiungono quelli riservati al Conseil Fédéral (organo "esecutivo" del partito) e alla Jeunesse Valdôtaine, organo giovanile del mouvement.

## Presidenti
- Severino Caveri (1945–1974)
- Mario Andrione (1974–1975)
- Joseph-César Perrin (1975–1984)
- Alexis Bétemps (1984–1996)
- Carlo Perrin (1996–1998)
- Augusto Rollandin (1998–2001)
- Aurelio Marguerettaz (2001–2003)
- Manuela Zublena (2003–2006)
- Guy Césal (2006–2008)
- Ego Perron (2008-2013)
- Ennio Pastoret (2013-2018)
- Erik Lavévaz (2018 - 2021)
- Cristina Machet (2021 - 2024)
- Joël Farcoz (2024 - in carica)

## Risultati elettorali
| Elezione       | Voti   | %      | +/- %   | Seggi   | +/- seggi | Posizione               |
| -------------- | ------ | ------ | ------- | ------- | --------- | ----------------------- |
| Regionali 1949 | 17.118 | 43,58% | Stabile | 28 / 35 | Stabile   | Maggioranza             |
| Regionali 1954 | 16.278 | 29,21% | 14,37%  | 1 / 35  | 27        | Opposizione             |
| Regionali 1959 | 30.214 | 51,43% | 22,22%  | 15 / 35 | 14        | Maggioranza             |
| Regionali 1963 | 12.930 | 20,42% | 31,01%  | 7 / 35  | 8         | Maggioranza             |
| Regionali 1968 | 11.237 | 16,67% | 3,75%   | 6 / 35  | 1         | Opposizione             |
| Regionali 1973 | 8.081  | 11,55% | 5,12%   | 6 / 35  | 2         | Opposizione Maggioranza |
| Regionali 1978 | 18.318 | 24,75% | 13,20%  | 9 / 35  | 3         | Maggioranza             |
| Regionali 1983 | 20.495 | 27,10% | 2,35%   | 9 / 35  | Stabile   | Maggioranza             |
| Regionali 1988 | 26.960 | 34,20% | 7,10%   | 12 / 35 | 3         | Maggioranza Opposizione |
| Regionali 1993 | 30.312 | 37,27% | 3,07%   | 13 / 35 | 1         | Maggioranza             |
| Regionali 1998 | 33.311 | 42,57% | 5,30%   | 17 / 35 | 4         | Maggioranza             |
| Regionali 2003 | 35.297 | 47,23% | 4,66%   | 18 / 35 | 1         | Maggioranza             |
| Regionali 2008 | 32.614 | 44,39% | 2,84%   | 17 / 35 | 1         | Maggioranza             |
| Regionali 2013 | 24.121 | 33,47% | 10,92%  | 13 / 35 | 4         | Maggioranza             |
| Regionali 2018 | 12.265 | 19,25% | 14,22%  | 7 / 35  | 6         | Maggioranza Opposizione |
| Regionali 2020 | 10.470 | 15,80% | 3,45%   | 7 / 35  | Stabile   | Maggioranza             |